# Adam Silver

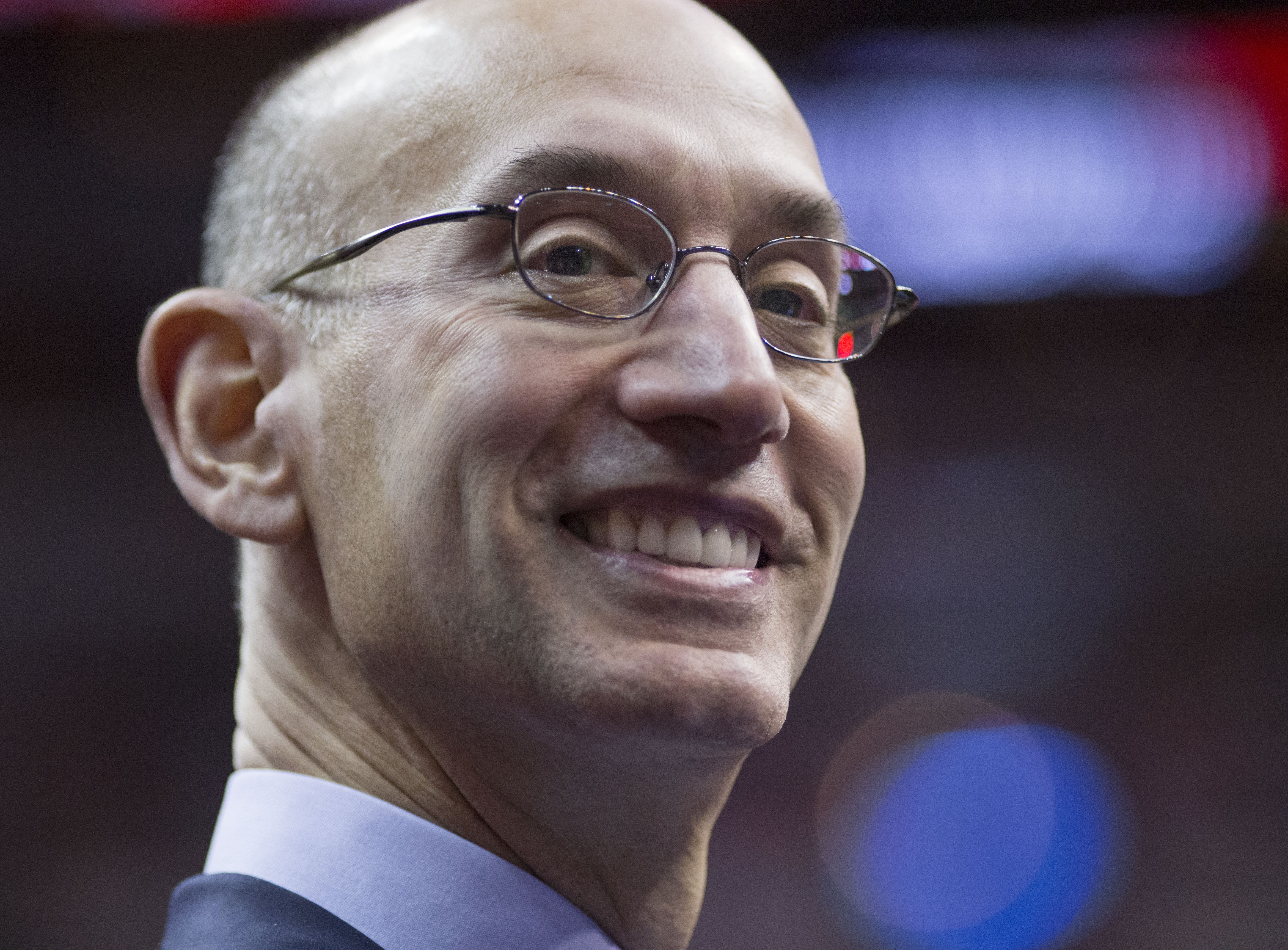
Adam Silver, 2014.

Adam Silver, född 25 april 1962 i Rye i New York, är en amerikansk advokat och befattningshavare som är kommissarie för den nordamerikanska professionella basketligan National Basketball Association (NBA) sedan den 1 februari 2014 när han efterträdde David Stern på posten. Han har tidigare arbetat som bland annat juridisk stödperson åt den demokratiska kongressledamoten Les AuCoin, tvistemålsadvokat hos advokatbyrån Cravath, Swaine & Moore LLP och COO och vice kommissarie för just NBA.
Silver avlade en kandidatexamen vid Duke University och en juris doktor vid University of Chicago Law School.